# Louis de Bonald
Louis-Gabriel-Ambroise de Bonald (Millau, 2 ottobre 1754 – Millau, 23 novembre 1840) è stato un filosofo, politico, scrittore, sociologo e militare francese.
Louis de Bonald è tra i più insigni rappresentanti del pensiero controrivoluzionario, nonché uno dei maggiori critici del periodo illuminista francese.
Fervente monarchico e cattolico, Bonald fu la voce più importante degli ultrarealisti. Nelle sue numerose opere, criticò aspramente la Dichiarazione dei diritti dell'uomo e del cittadino, il Contratto sociale di Jean-Jacques Rousseau e le nuove strutture sociali e politiche portate dalla Rivoluzione sostenendo il ritorno all'autorità della monarchia e della religione.

## Biografia
Nato da una famiglia nobile della Rouergue, Louis de Bonald nel 1769 entrò nel collegio di Juilly, gestito dai padri Oratoriani.
Per qualche tempo prestò servizio come moschettiere prima di ritornare alle sue proprietà e sposare una ragazza di buona famiglia, Élisabeth de Combescure.
Nel 1785 divenne sindaco di Millau.
Allo scoppio della Rivoluzione ne fu inizialmente sostenitore.
Ricevette una corona civica dai suoi concittadini e nel 1790 fu rieletto sindaco.
Qualche mese più tardi entrò a far parte dell'Assemblea del dipartimento a seguito di cui dovette dimettersi dall'incarico di sindaco.
In breve tempo la legislazione anticlericale che prevedeva la costituzione civile del clero e la nazionalizzazione dei beni ecclesiastici sconvolse i suoi profondi sentimenti religiosi.
Il 31 gennaio 1791 si dimise quindi da presidente e deputato dell'Assemblea del dipartimento e, per evitare rappresaglie, emigrò con le sue due figlie maggiori a Heidelberg, dove si trovava l'esercito del Principe di Condé.
È ad Heidelberg che Bonald scoprì la sua vocazione di scrittore.
Egli trasse ispirazione da alcuni volumi che aveva potuto portarsi con sé: qualche tomo di Tacito, la Storia Universale di Jacques Bénigne Bossuet, lo Spirito delle leggi di Montesquieu e il Contratto sociale di Rousseau. La sua prima opera fu la Teoria del potere politico e religioso nella società civile, pubblicato nel 1796 a Costanza. In quest'opera sin dall'inizio annuncia la sua intenzione: « Credo possibile dimostrare che l'uomo non può dare una costituzione alla società religiosa o politica, così come non può dare la pesantezza ai corpi o l'estensione alla materia. »

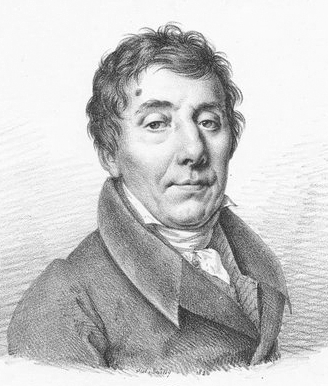
Louis de Bonald in un ritratto di Julien Léopold Boilly

Nel 1797 rientrò a Parigi clandestinamente. Riapparendo ufficialmente solo dopo il 18 brumaio. Jean-Pierre Louis de Fontanes, direttore del Mercure de France, lo chiamò a collaborare al suo giornale. Bonald frequentava anche Louis Mathieu Molé e François-René de Chateaubriand. Nel 1800 pubblicò il suo Saggio analitico sulle leggi naturali dell'ordine sociale, poi nel 1801 Sul divorzio, nel quale sosteneva l'indissolubilità del matrimonio. Nel 1802 uscì la Legislazione primitiva, in contemporanea con il Genio del Cristianesimo di Chateaubriand. Commentando lo scarso successo della sua opera rispetto a quella dell'amico, Bonald affermò che lui «ha offerto la sua droga al naturale, mentre Chateaubriand l'ha offerta zuccherata».
In quel periodo, si ritirò nei suoi terreni, continuando a scrivere per il Mercure de France e il Journal des débats. Nel 1806, in seguito a un articolo intitolato Riflessioni filosofiche sulla tolleranza delle opinioni, ricevette una reprimenda da Fouché.
L'intervento di Fontanes insieme a quello di Napoleone, furono sufficienti a fare ritirare il provvedimento. Ciononostante, Bonald, fervente realista, rifiutò l'offerta di Napoleone di far ristampare la sua Teoria del potere se egli avesse eliminato la dedica al re. Allo stesso modo nel 1807 declinò l'offerta di dirigere il Journal de l'empire.
Durante la Restaurazione, la sua lotta per la monarchia gli valse riconoscimenti ufficiali e una grande influenza delle sue idee. Creato cavaliere di San Luigi, ricoprì un ruolo politico attivo. Nel 1815 propose una legge che abrogava il divorzio, da lui ritenuto un « veleno rivoluzionario ». La legge Bonald, votata l'8 maggio 1816 ristabiliva la separazione dei corpi e restò in vigore fino al 1884.
Nel 1816 fu nominato membro dell'Académie française dove occupò il seggio 30, succedendo a Jean-Jacques Régis de Cambacérès e cederà il suo posto a Jacques-François Ancelot. Fu deputato dal 1815 al 1822, poi nel 1823 pari di Francia. Nel 1830 abbandonò la politica, per poi morire nel 1840 in seguito a una crisi d'asma. Suo figlio, Louis-Jacques-Maurice de Bonald fu arcivescovo di Lione e cardinale.

## Pensiero
Bonald fu il capofila del tradizionalismo francese. A suo parere la società trova origine dal potere, che deriva da Dio e si incarna nel sovrano; la monarchia è la forma migliore di governo perché la più naturale, come è dimostrato dalla storia.
La società preesiste all'individuo poiché lo costituisce e ne conserva l'esistenza, ed è composta da tre distinte "persone sociali": potere, ministro, soggetto, che assumono nomi diversi secondo le funzioni della società (ad esempio: padre, madre, figli nella società domestica; Dio, sacerdoti, fedeli nella società religiosa; re, nobili o funzionarî, popolo nella società pubblica).
Secondo il filosofo francese, il linguaggio, le arti e tutte le forme di conoscenza hanno origine da una rivelazione primitiva.

## Opere
- Teoria del potere politico e religioso nella società civile (Théorie du pouvoir politique et religieux dans la société civile), 1796.
- Saggio analitico sulle leggi naturali dell'ordine sociale (Essai analytique sur les lois naturelles de l'ordre social), 1800.
- Sul divorzio considerato nel XIX secolo (Du divorce considéré au XIXe siècle), 1801.
- Legislazione primitiva (Législation primitive, considérée dans les derniers temps par les seules lumières de la raison), 1802.
- Riflessioni sull'interesse generale dell'Europa (Réflexions sur l'intérêt général de l'Europe), 1815.
- Pensieri su diversi argomenti, (Pensées sur divers sujets), 1817.
- Ricerche filosofiche sui primi oggetti delle conoscenze morali (Recherches philosophiques sur les premiers objets des connaissances morales), 1818.
- Osservazioni su un'opera di Madame de Staël (Observations sur un ouvrage de Madame de Staël), 1818.
- Miscellanea letteraria, politica e filosofica (Mélanges littéraires, politiques et philosophiques), 1819 (varie ristampe accresciute).
- Dimostrazione filosofica del principio costitutivo della società (Démonstration philosophique du principe constitutif de la société), 1820.
- Opinione sulla legge relativa alla censura dei giornali (Opinion sur la loi relative à la censure des journaux), 1821.
- Sulla cristianità e sul cristianesimo (De la chrétienté et du christianisme), 1825.
- Sulla famiglia agricola e sulla famiglia industriale (De la famille agricole et de la famille industrielle), 1826.
- Discorso sulla vita di Gesù Cristo (Discours sur la vie de Jésus-Christ), 1834.

### Opere complete
- Opere del Sig. de Bonald (Œuvres de M. de Bonald), 1817-1843 (1ª edizione di A. Le Clere et Cie, 14 volumi in-8°).
- Opere del Sig. de Bonald (Œuvres de M. de Bonald), 1847-1859 (2ª edizione di A. Le Clere et Cie, 7 volumi in-8° gr.).
- Opere complete del Sig. de Bonald (Œuvres complètes de M. de Bonald), a cura di J.-P. Migne, 1858 (3 volumi in-4°).